# (796) Sarita
(796) Sarita ist ein Asteroid des Hauptgürtels, der am 15. Oktober 1914 von dem deutschen Astronomen Karl Wilhelm Reinmuth an der Landessternwarte Heidelberg-Königstuhl der Universität Heidelberg entdeckt wurde. Sarita war Reinmuths erste Entdeckung eines Asteroiden.
Ein Bezug zu dem Namen ist nicht bekannt.

## Trivia
Der Name des Asteroiden wurde 1945 verwendet für die Taufe des US-amerikanischen Angriffsfrachtschiffs (Attack Cargo Ship) der Artemis-Klasse USS Sarita (AKA-39).